# Szerbesd
Szerbesd (Sârbești) település Romániában, a Partiumban, Bihar megyében.

## Fekvése
Vaskohtól északra, a Bihar-hegység alatt, a Fekete-Körös mellett, Biharlonka és Alsófüves közt fekvő település.

## Története
Szerbesd nevét 1692-ben említette először oklevél Szurbesty néven.
1808-ban Szerbest (Foltest-), Foltest-Szerbest, 1888-ban Szerbest, 1913-ban Szerbesd néven írták.
Egykori birtokosa a nagyváradi 1. sz. püspökség volt, melynek a 20. század elején is volt még itt birtoka.
A 20. század elején lakosainak nagy része szűrszabó volt, és az úgynevezett "szumány" ruhakészítéssel foglalkozott.
1910-ben 435 lakosából 3 magyar, 432 román volt. Ebből 432 görögkeleti ortodox volt.
A trianoni békeszerződés előtt Bihar vármegye Vaskohi járásához tartozott.

## Nevezetességek
- Görög keleti temploma